# Guercif
 (novembre 2010).
Si vous disposez d'ouvrages ou d'articles de référence ou si vous connaissez des sites web de qualité traitant du thème abordé ici, merci de compléter l'article en donnant les références utiles à sa vérifiabilité et en les liant à la section « Notes et références ».
Guercif (berbère: Gersif, ⴳⴻⵔⵙⵉⴼ; arabe : ݣراسيف) est une ville du Maroc   située dans la région de l'Oriental, au nord-est du royaume. Elle est le chef-lieu de la province de Guercif depuis le 1er mars 2010. La ville est bordée au nord par le Rif oriental dont elle est à la limite, et par le Moyen Atlas au sud.En Kabylie près d Azazga existe un village dénommé Iguercafen qui veut dire entre deux rivières   
Guercif est peuplée par les confédérations zénètes suivantes : Oulad Rahou, Ibdarsen (Rifains), Igzenayen (Rifains), Ait Bouyahyi (Rifains), Ait Warayen, Houara Lahlef.

## Toponymie
Le nom de Guercif vient du berbere jar issafen, littéralement le lieu où se rencontrent les fleuves. Guercif signifie donc confluent en berbère, la ville étant construite au confluent de trois fleuves.

## Géographie
Guercif se situe à la limite méridionale du Rif et dans un point stratégique presque à mi-chemin entre la ville d'Oujda (160 km ) à l'Est du Maroc et la ville de Fès (180 km) au centre du pays.

## Histoire
La ville de Guercif était le fief de la tribu du Houara, tribu zénète du Maroc oriental. Aujourd'hui cette tribu est totalement arabophone mais elle a conservé ses coutumes berbères. Bien que la population soit majoritairement arabophone (Houara et Ahl Rechida), les berbères forment l'immense majorité de la population[réf. nécessaire]. En effet, les autres tribus berbères voisines du Maroc oriental, les Ibdarsen (Mtalsa), les Igzenayen (Gzenaya) et les Ait Bouyahyi du Rif ainsi que les Ait Ourayen du Moyen Atlas, ont émigré vers la ville. Les Rifains représentent une grande partie de la population de Guercif.

## Transport
La ville de Guercif possède des petits taxi verts qui permettent de se déplacer à l'intérieur de la commune. Pour pouvoir quitter la ville il y a des taxis blancs, une ligne de chemin de fer ainsi qu'une gare routière se situant à la sortie de la ville a l'Est. La ville possède trois grands axes routiers qui permettent de desservir les villes de Nador (N15 au Nord) Missour (N15 au sud) , Taourirt et Oujda (N6 à l'Est) ainsi que Taza et Fès (N6 à l'Ouest).

## Économie
Guercif est une ville essentiellement agricole. La production d'olives est sa principale ressource. Elle est d'ailleurs la capitale Marocaine des olives.

## Personnalité
- Allal ben Abdallah, (1916-1953), résistant marocain : le 11 septembre 1953, il trouva la mort en essayant d'assassiner le sultan Ibn Arafa[1] (que les Français venaient de mettre à la place de Mohammed V).

- Saïd ADREN, né le 15/08/1970 est un banquier marocain qui a travaillé pour le compte de banques marocaines au Maroc et à l’étranger notamment en Allemagne, Espagne, Ghana, France et en Chine. Il est actuellement Administrateur Directeur Général de Bank of Africa au Royaume Uni et de Bmce International Holding.  Il a été nomminé en 2021 pour le titre de banquier de l’année à Shanghai.